# カルリ・デ・ムルガ
カルロス・アルベルト・マルティネス・デ・ムルガ・オライバル（Carlos Alberto Martínez de Murga Olaivar、1988年11月30日 - ）は、スペインとフィリピンのサッカー選手。フィリピン代表。ポジションはDF。

## クラブ歴

### スペイン時代
スペインアンダルシア州カディス県エル・プエルト・デ・サンタ・マリアで生まれ、地元のカディスCFの下部組織に在籍。2006年にテルセーラ・ディビシオンに参戦するカディスCFのBチームに昇格、2008-09シーズンまで在籍した。2009-10シーズンは同リーグのアトレティコ・サンルケーニョCFに移籍した。2010-11シーズン初めにRCポルトゥエンセに移籍、PDロシエラ戦で初得点を決めた。

### グローバルFC
2012年1月にユナイテッド・フットボールリーグ所属のグローバルFCに加入。フィリピン・アーミーFC戦で初出場、5-1となったマニラ・ノマズFC戦で初得点を記録した。3月31日のカヤFC戦ではハットトリックを記録し、5-1の大勝に大きく寄与した。

### セレス・ネグロスFC
2014年2月に2部のセレス・ネグロスFCに3年契約で加入。この時の彼はグローバルFCから放出されて自由契約の身であったので移籍金はかかっていない。と言うのも彼はこの時、全治5ヶ月の右前十字靭帯負傷からのリハビリ中であったからである。移籍後初出場、そして怪我からの復帰戦となったのはマニラ・ジープニーFC戦で、69分にアンジェロ・マラシガンとの交代で出場、2-1で試合は勝利に終わった。
同年のユナイテッド・フットボールリーグFAリーグカップでは決勝に進出、11月6日に行われた決勝戦では古巣のグローバルFC相手にプレーし、2-1の勝利を収めて優勝を飾った。しかし彼は相手ディフェンダーと衝突し左膝を負傷、途中交代を余儀なくされた。この怪我は後に前十字靭帯の負傷と診断され、1年2か月の戦線離脱を余儀なくされた。膝の手術も上手く行かなかったため、医師は彼に引退を勧めたがこれを彼は断り再手術を行い、これが成功して復帰する事が出来るようになった。
2016年初めにはシンガポールでの親善試合に出場し復帰した。2月7日にはロヨラ・メラルコ・スパークスFCとのUFLカップ初戦に出場し得点、試合は彼の得点によって2-1の勝利に終わり、公式戦でもその復活をアピールした。2017年からリーグはフィリピン・フットボールリーグへと変わったが彼はそのまま残留した。

### チョンブリーFC
2020年1月9日、タイ・リーグ1のチョンブリーFCに加入。

### トレンガヌFC
2020年12月28日、マレーシア・スーパーリーグのトレンガヌFCに移籍。2021年シーズンはキャプテンに任命されている。

## 代表歴
彼がフィリピン代表にその存在を発見されたのは同じスペイン出身のフィリピン代表であるアンヘル・ギラードを通じての事であった。facebookを通じてギラードとコンタクトを取れるようになった彼は、フィリピン代表への招集という願いを叶える事が出来た。
2011年9月に代表に招集され、その後龍騰杯2011の20人のメンバーに選抜された。龍騰杯の香港代表戦で代表初出場し、この試合は3-3の引分に終わった。
また同年内にU-23代表として2011年東南アジア競技大会サッカー競技のメンバーに招集された。U-23代表初出場となったのは同大会初戦のベトナムU-23代表戦で、この試合は3-1の敗北を喫した。
2012年3月16日に行われたAFCチャレンジカップ2012準決勝のトルクメニスタン代表戦では、ゴールキーパーを務めていたニール・エザリッジが後半アディショナルタイムにレッドカードを提示されて一発退場、急遽ゴールキーパーを務める事となった。
同年6月12日に行われたグアム代表戦で代表初得点を記録し、3-0で勝利した。9月27日に行われたフィリピンピースカップ2012の澳門代表戦でも得点し、5-0の勝利に花を添えた。

## 俳優歴
第2回フィリピン・ポピュラー・ミュージック・フェスティバルにエントリーしたSometimes It Happensという曲のミュージックビデオに出演し、俳優業にも進出した。

## 個人
兄のジュニオール・デ・ムルガもサッカー選手。